# Saihō-ji

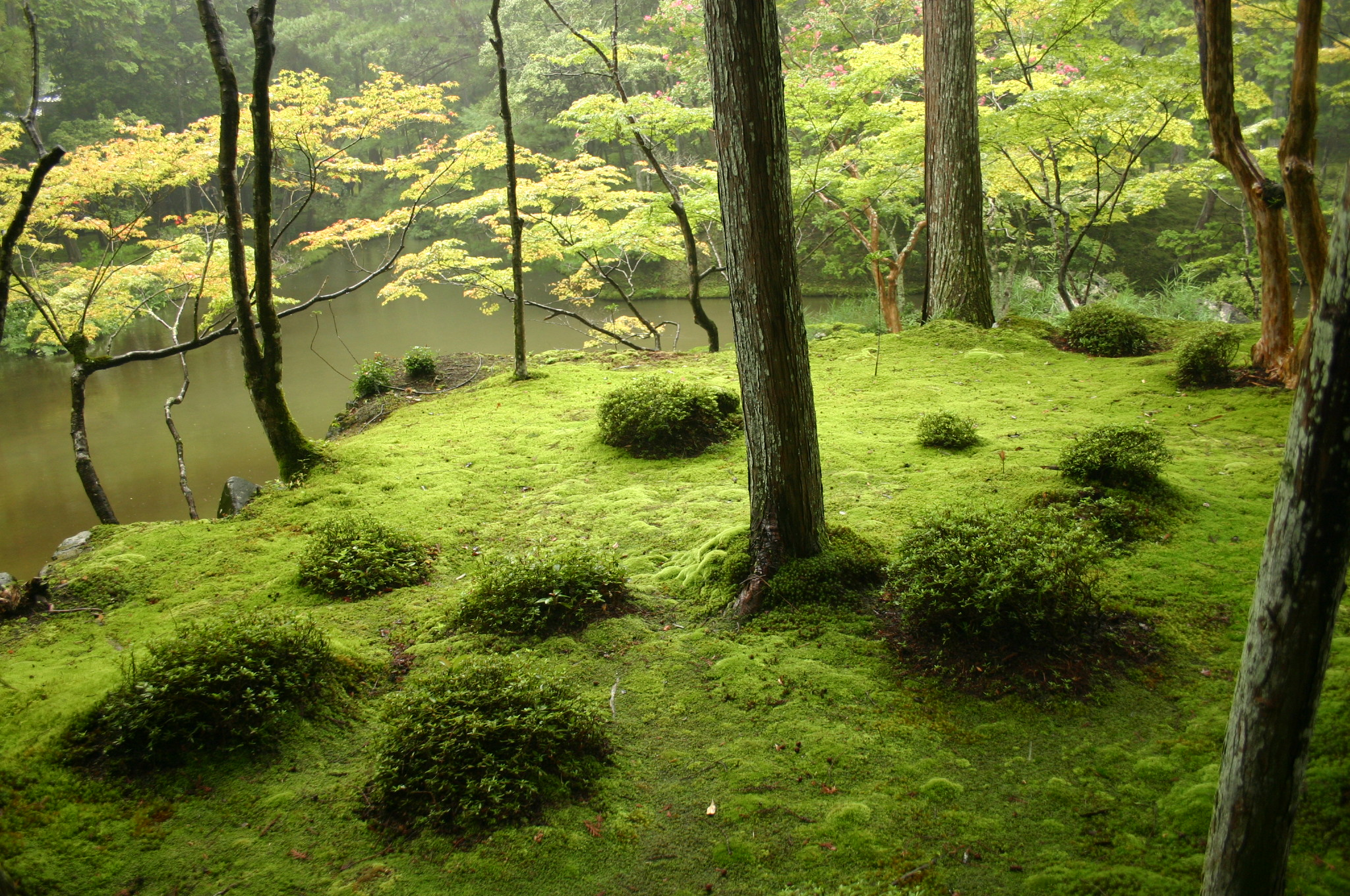
Vista del lago Koke-dera.

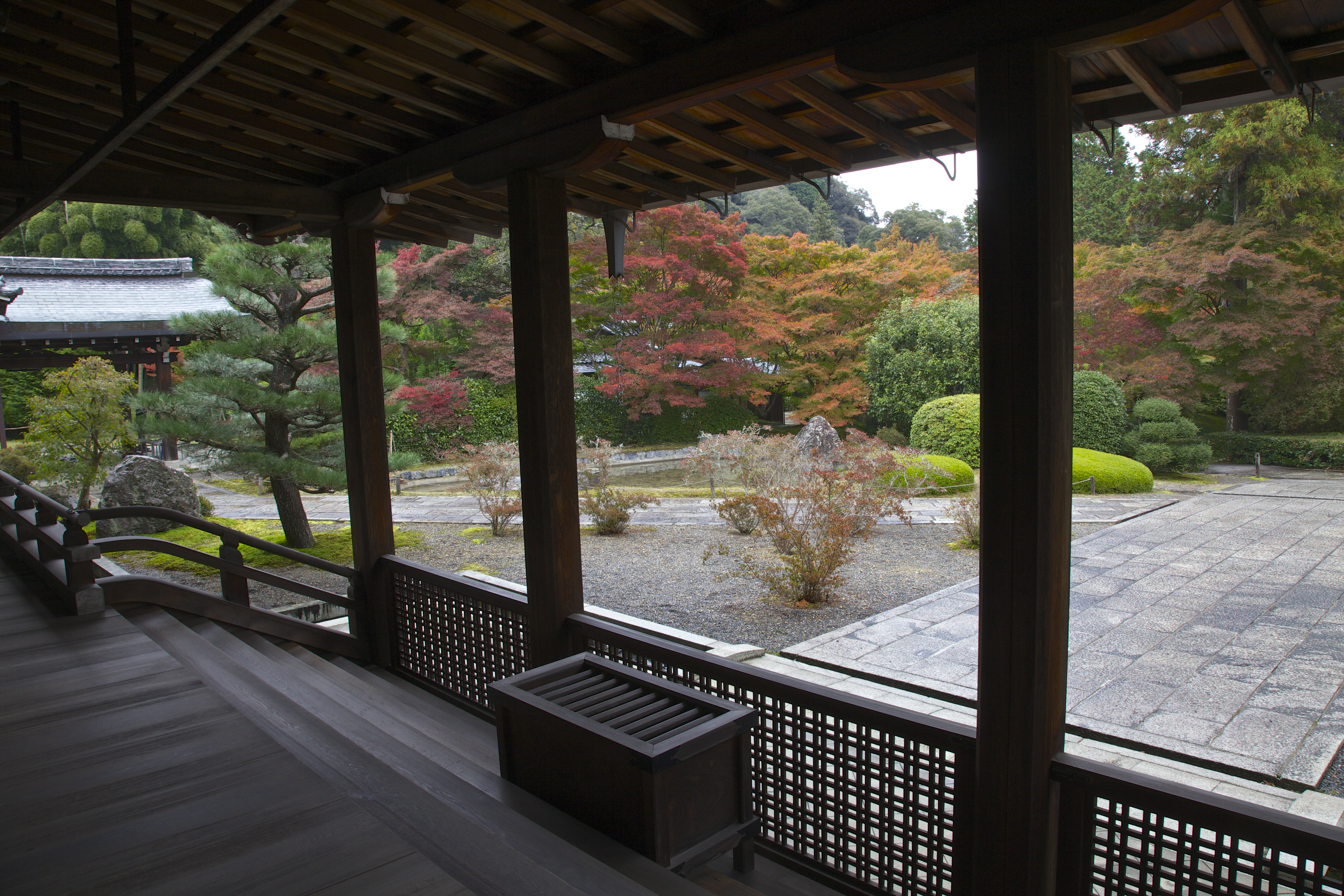

Saihō-ji (en japonés, 西芳寺, El templo de las fragancias del oeste) es un templo budista zen situado al oeste, en las afueras de Kioto. Es comúnmente conocido como Koke-dera (en japonés, 苔寺, templo del musgo), debido a las 120 especies de musgos que contiene. Pertenece a la corriente Rinzai del budismo y está dedicado al Buddha Amitābha. En 1994 fue declarado Patrimonio de la Humanidad por la Unesco como parte de los Monumentos históricos de la antigua Kioto

## Origen e historia
Según la leyenda del templo, el lugar era inicialmente la residencia de vacaciones del príncipe Shōtoku. Gyoki Bosatsu, un sacerdote del período Nara que fundó 49 templos en las provincias centrales, lo transformó entonces en un templo consagrado a la diosa Amitābha. Ya desde un principio se llamaba Saihō-ji, aunque los caracteres utilizados entonces eran diferentes de los actuales (en japonés, 西方寺, templo de la dirección del oeste).
Algunos siglos más tarde, a comienzos del período Muromachi, el gran sacerdote del templo vecino de Matsuo-jinja, Fujiwara Chikahide, quiso volver a construir Saihō-ji. En 1339, se retiró al templo para dedicarse a la oración y tuvo la revelación de que debía confiar la dirección del templo al distinguido sacerdote Muso Kokusho del templo Rins-ji. Muso aceptó y diseñó el jardín según sus propios gustos, siguiendo el arte del jardín japonés. Muso Kokusho es considerado como el restaurador de Saihō-ji.
El templo fue incendiado durante la Guerra Ōnin, se inundó dos veces durante el período Edo y cayó en ruinas.

## El templo
El templo es célebre por su jardín único, donde son cultivadas 120 especies de musgos diferentes. Se piensa que este tipo de cultivo, es una tradición que data de finales del periodo Edo.
Está organizado alrededor de un estanque cuya forma recuerda el carácter chino 心  que significa "corazón". Alrededor del estanque, tres casas de té permiten apreciar ciertas perspectivas del jardín, practicando la ceremonia del té. Alrededor del estanque también se encuentran algunos templos. 

## Acceso y visitas
Hasta 1977 la visita al templo era libre pero, como consecuencia de los daños ocasionados a los musgos, se tomaron medidas para hacer bajar el número de visitantes. Desde entonces, es necesario tramitar una solicitud (los formularios están disponibles en el centro de información turística), realizar una ofrenda al templo (al menos 3000 ¥ por visitante) y disponer de una dirección en Japón para recibir la respuesta. El número de visitantes ha disminuido. Ahora, la estricta puntualidad, los cantos religiosos y un pequeño ejercicio de caligrafía (escritura de los sutras), forman parte de las obligaciones de cada visitante. Los meses de mayo y junio son considerados como los mejores para visitarlo.
Se accede en autobús desde la estación de Shijo, situada sobre la línea de metro de Karasuma. Hay que bajar en la parada Kokedera-michi (苔 寺 道, en japonés, camino del templo del musgo).